# Plancenoit
Plancenoit (Waals: Plançnwè) is een dorp in de Belgische provincie Waals-Brabant en een deelgemeente van Lasne. Plancenoit ligt in het zuidwesten van fusiegemeente Lasne.
In het zuiden van de deelgemeente, op de grens met Oud-Genepiën bevindt zich het gehucht Maison du Roi.

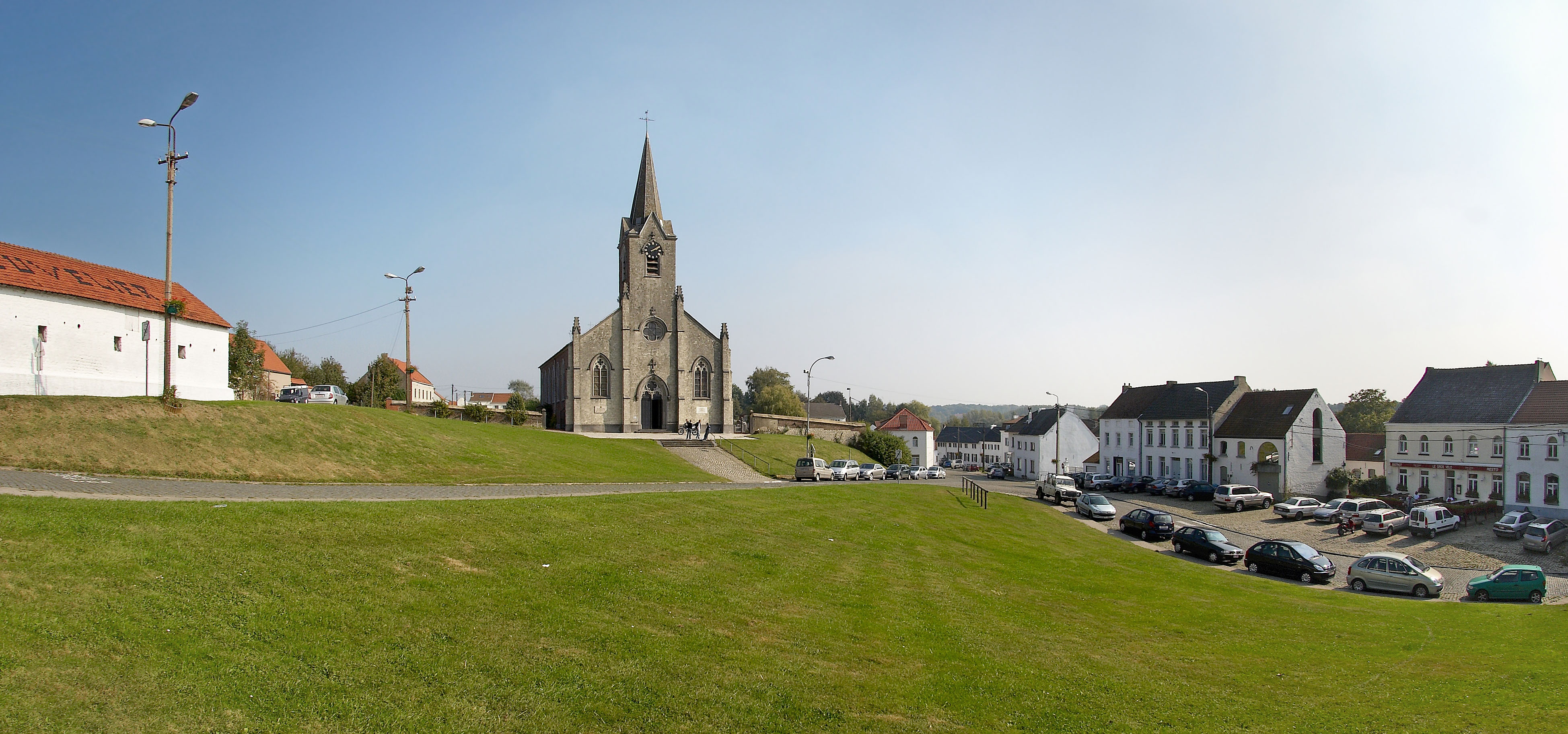
Dorpsentrum van Plancenoit

## Geschiedenis
Oude vermeldingen van de plaats gaan terug tot 1227 als Plancenois.
In 1815 werd tijdens de Slag bij Waterloo op het grondgebied van Plancenoit gestreden.
Plancenoit was een zelfstandige gemeente tot 1 januari 1977 een zelfstandige gemeente, toen het een deelgemeente werd van fusiegemeente Lasne.

## Bezienswaardigheden
- De Sint-Catharinakerk (Église Sainte-Catherine) is een bakstenen neogotisch kerkgebouw van 1857-1859.
- De historische hoeve Belle Alliance
- De historische hoeve Ferme de la Haie Sainte
- De Aigle blessé, een Frans herdenkingsmonument voor de gesneuvelden tijdens de Slag bij Waterloo
- Het Pruisisch monument voor de Slag bij Waterloo
- De Stèle à la Jeune Garde, ter ere van de Jeune Garde tijdens de Slag bij Waterloo
- De Stèle au 11e régiment de chasseurs à cheval
- De Colonne Victor Hugo, een herdenkingszuil, in 1911-1912 opgetrokken ter ere van de 50ste verjaardag van het verblijf van Victor Hugo in Waterloo
- Het Monument des Hanovriens
- Het Monument Gordon

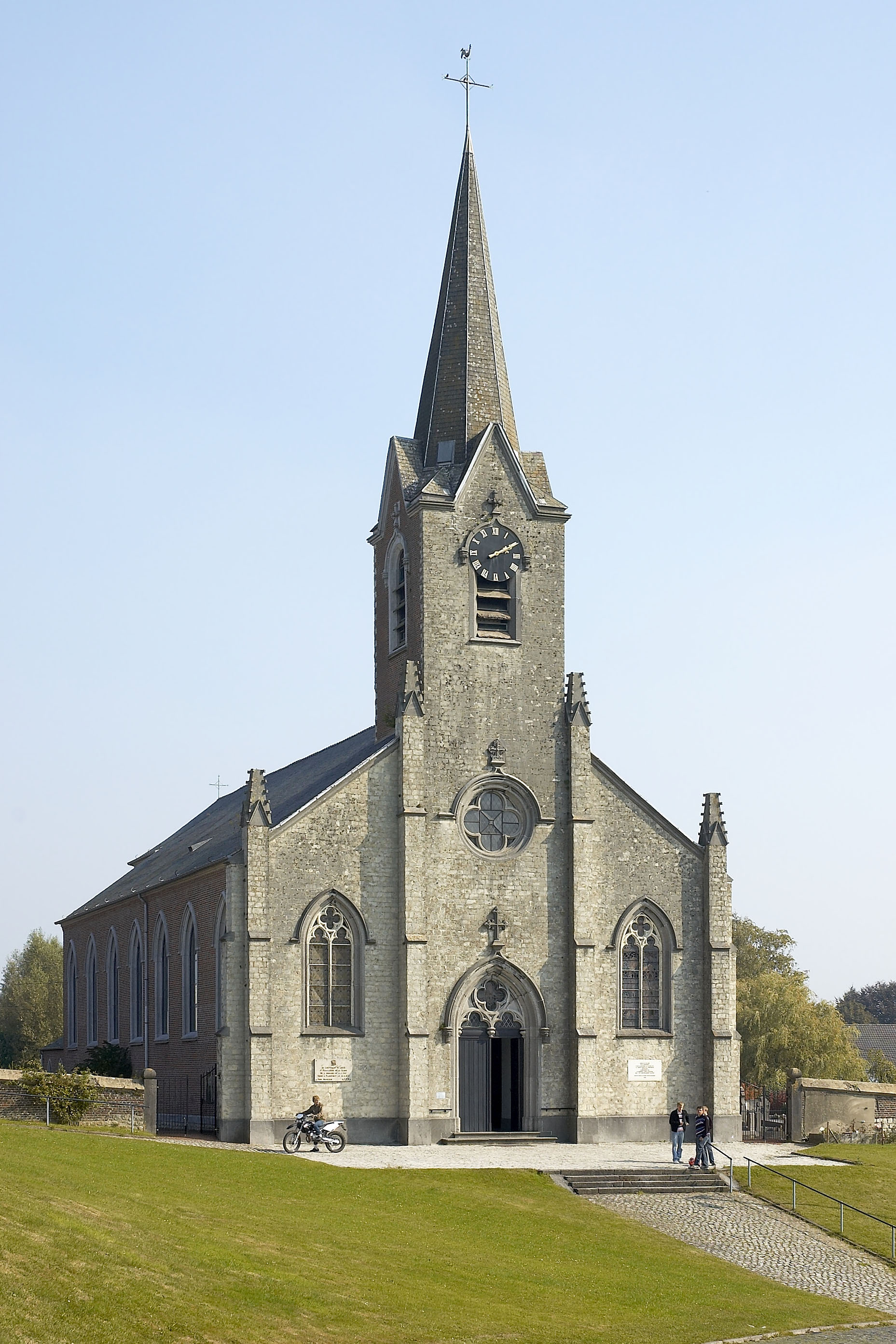
Sint-Catharinakerk
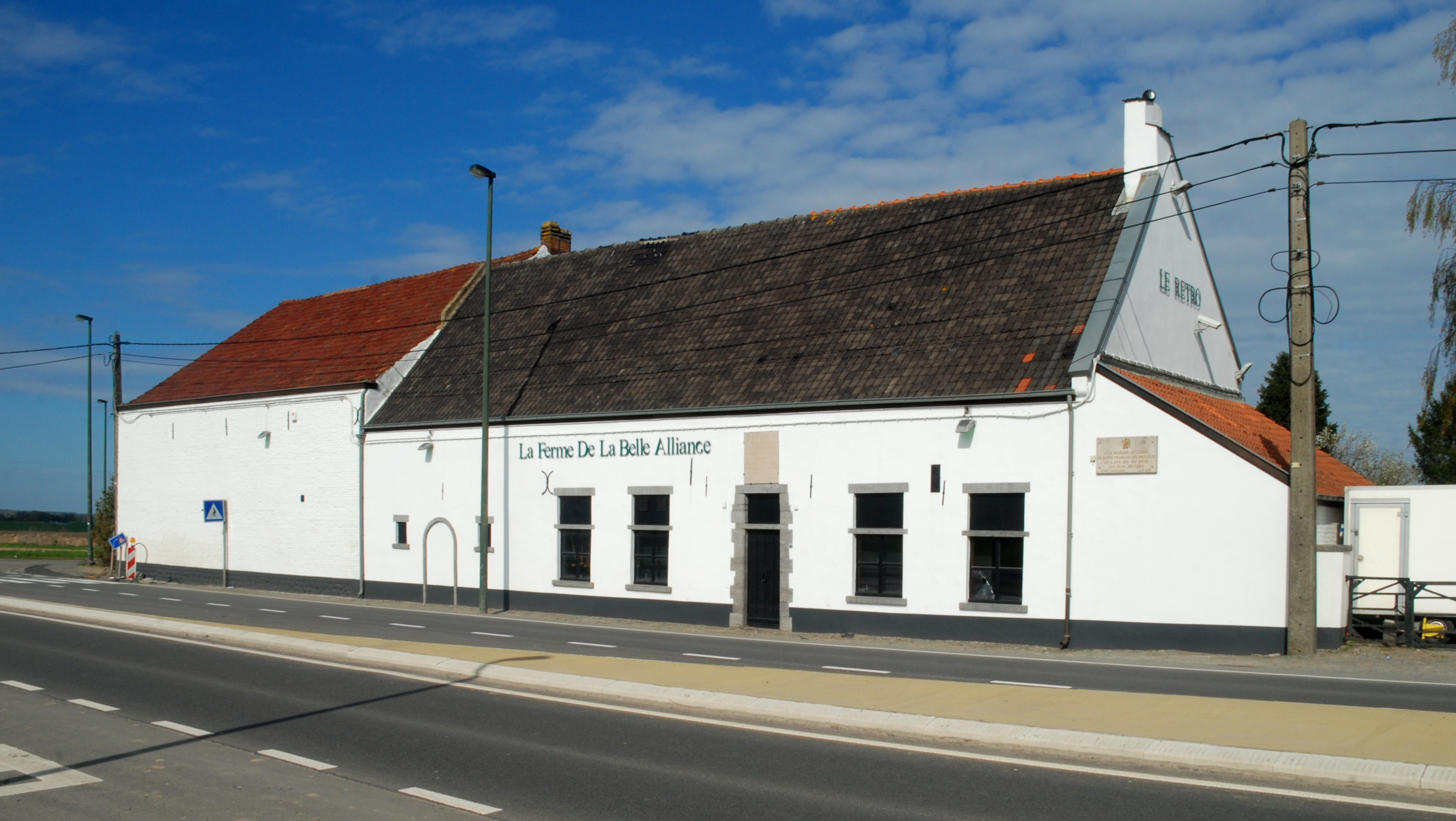
La Belle Alliance
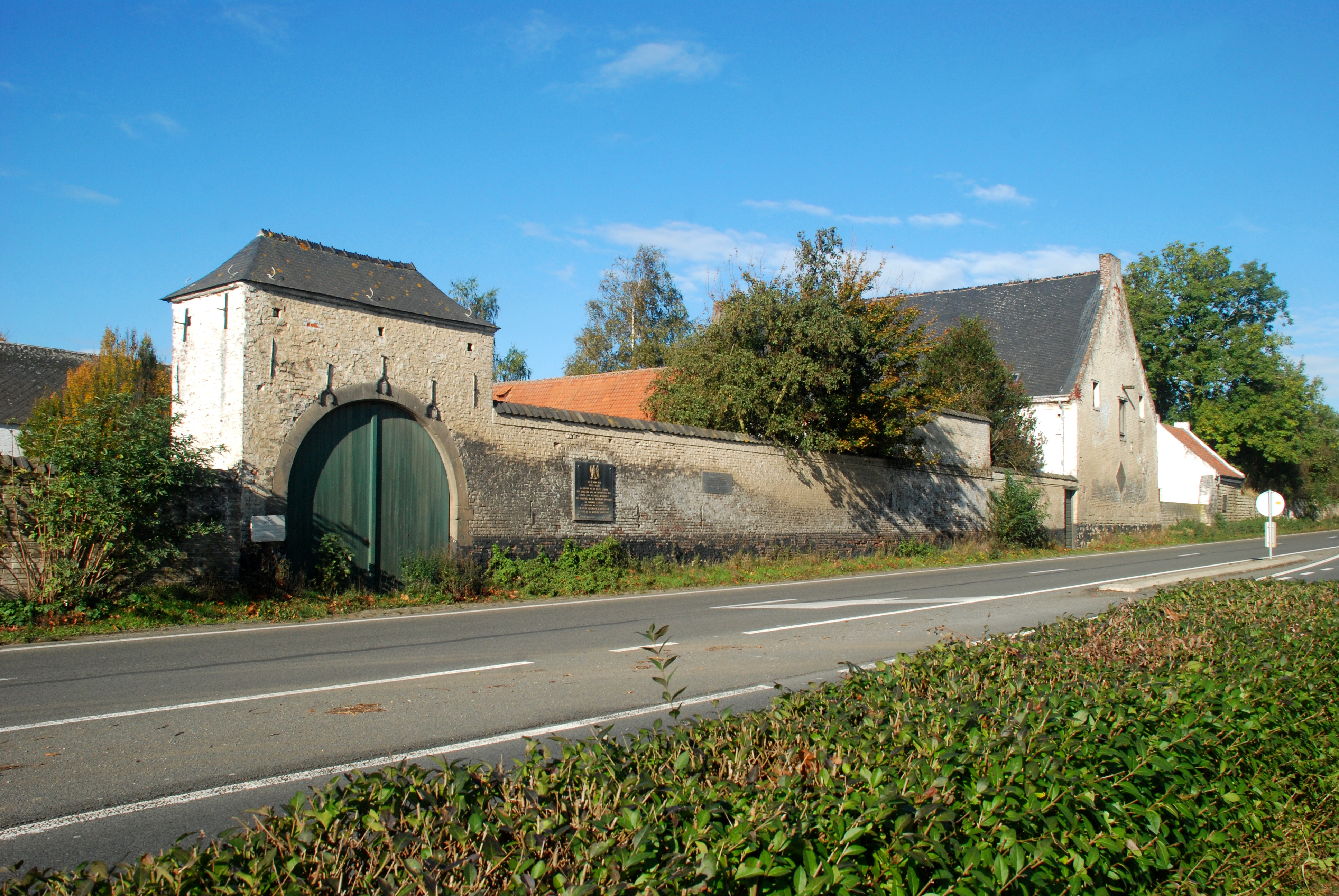
Ferme de la Haie Sainte
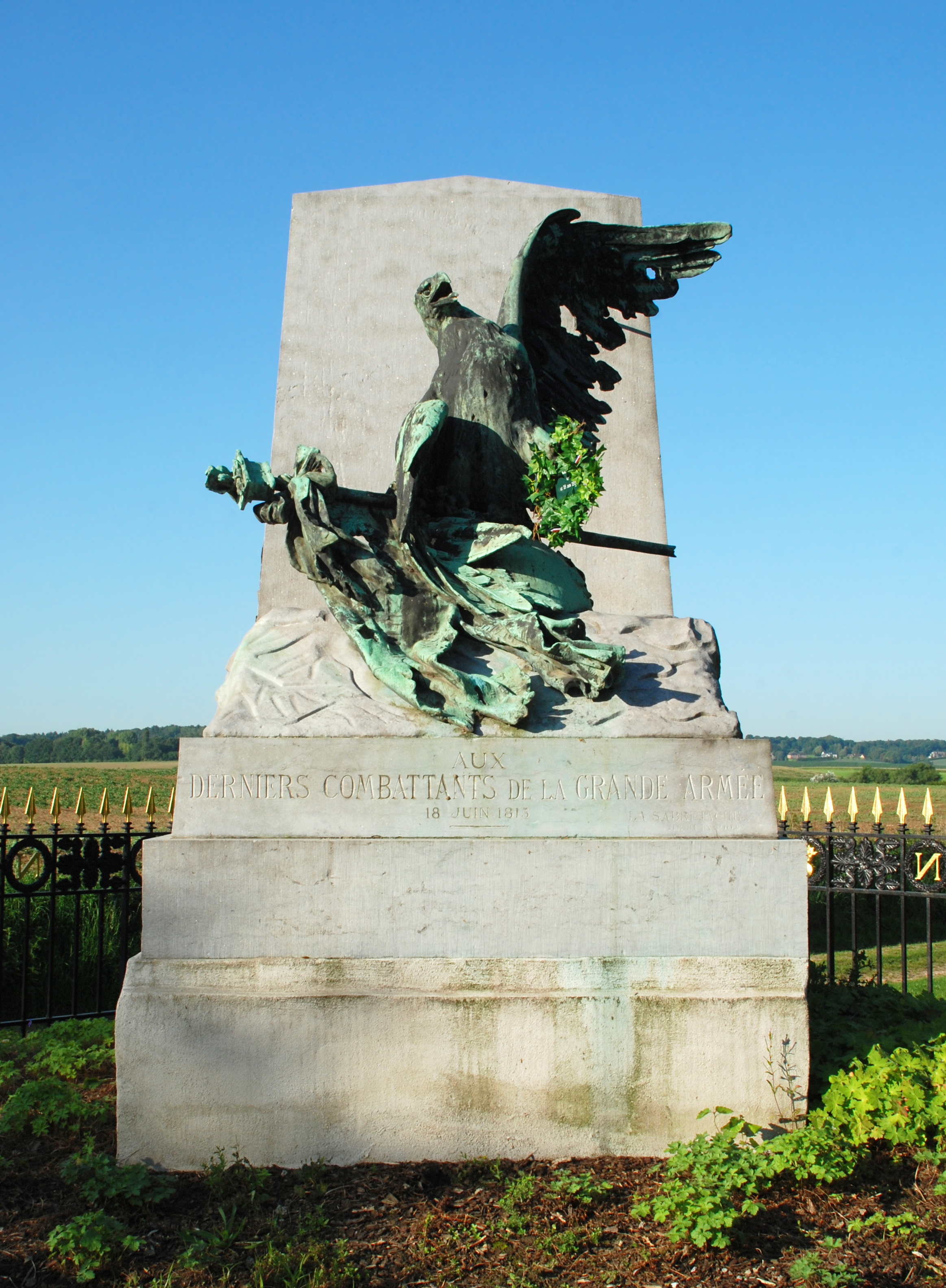
L'aigle blessée
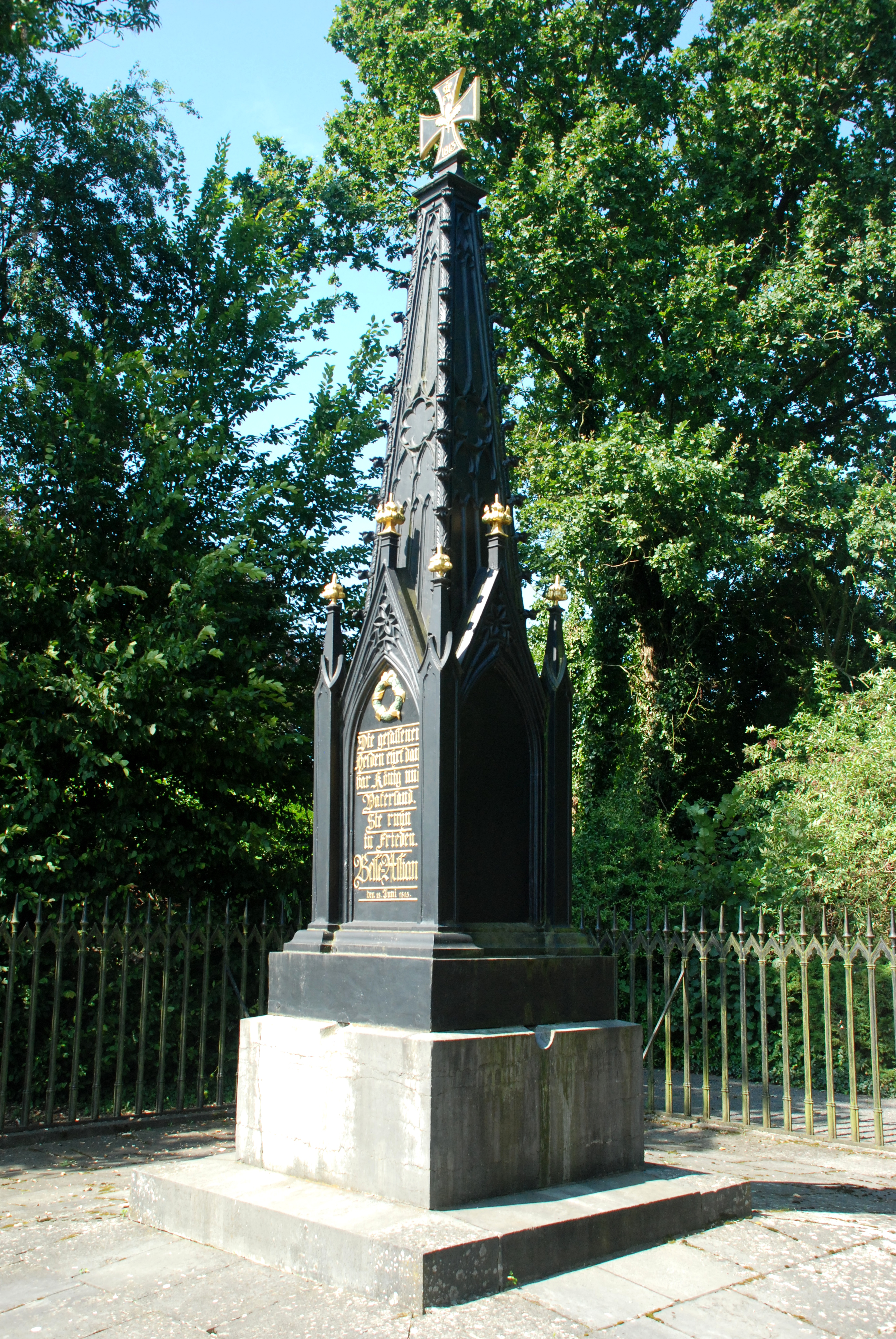
Pruisisch monument
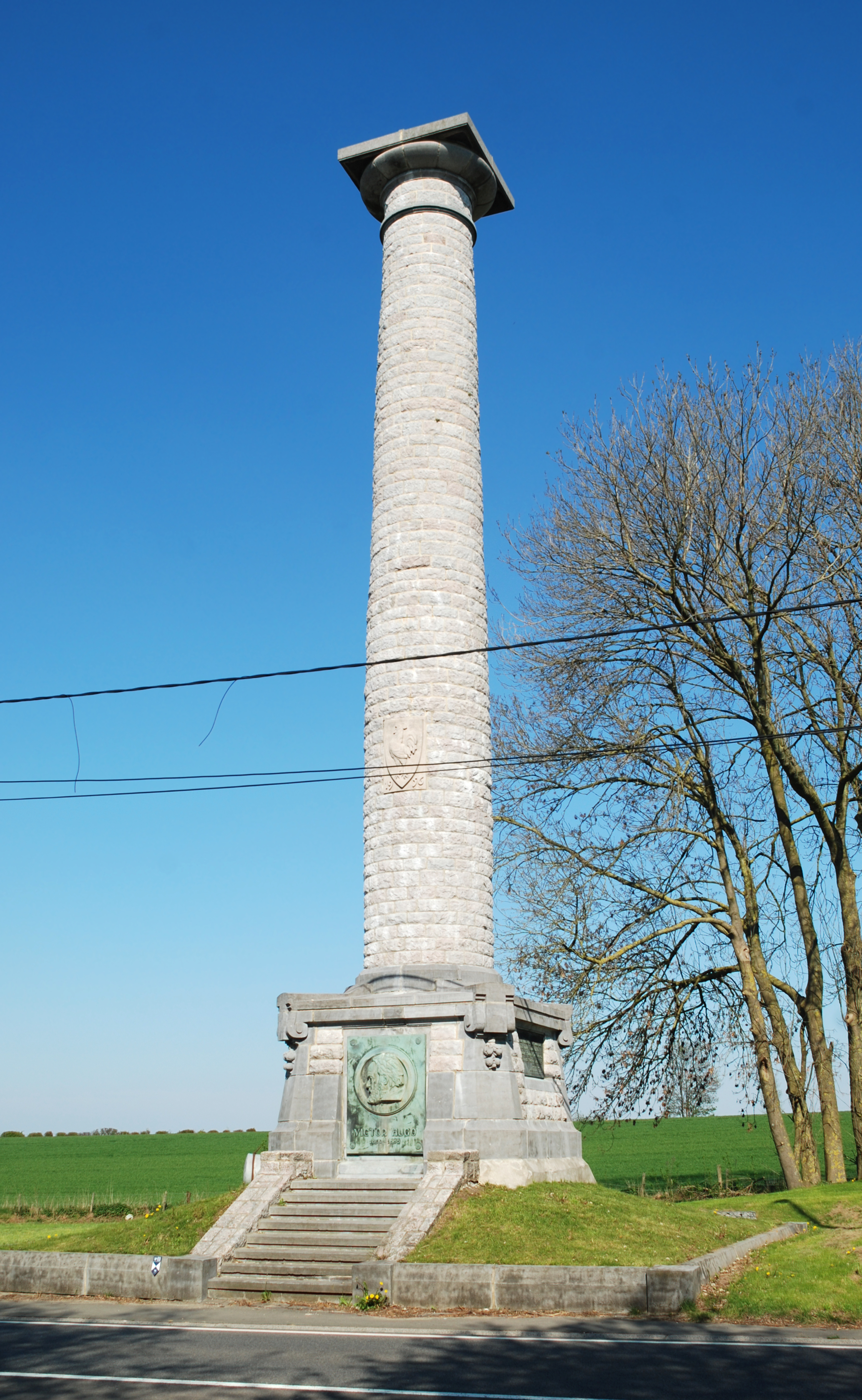
Colonne Victor Hugo

## Natuur en lanndschap
Plancenoit ligt aan de bovenloop van de Laan. De hoogte aan de kerk bedraagt 118 meter.

## Demografische ontwikkeling
- Bronnen:NIS, Opm:1831 tot en met 1970=volkstellingen, 1976= inwonersaantal op 31 december

## Politiek
Plancenoit had een eigen gemeentebestuur en burgemeester tot de gemeentelijke fusie van 1977. Burgemeesters waren:
- 1871-1921 : Lubin-Alexandre Ransquin
- Jules Delaunoy
- ...-1960 : Joseph Ransquin
- 1965-1976 : Armand Druylandts (PLP)

## Verkeer en vervoer
Door de deelgemeente loopt van noord naar zuid de N5, de gewestweg van Brussel naar Charleroi.

## Nabijgelegen kernen
Maransart, Waterloo, Eigenbrakel, Genepiën
Deelgemeenten: Couture-Saint-Germain · Lasne-Chapelle-Saint-Lambert · Maransart · Ohain · Plancenoit

Overige kernen: Chapelle-Saint-Lambert · Lasne · Ransbeck

Belgische gemeenten · Arrondissement Nijvel · Waals-Brabant · Wallonië